# Cueva de Cinto

La Cueva de Cinto o Cueva de Heracles es una cueva y antiguo santuario dedicado a Heracles en la ladera occidental del monte Cinto, en la isla de Delos (Grecia). Sus ruinas forman parte del yacimiento arqueológico de Delos, declarado Patrimonio de la Humanidad por la Unesco.

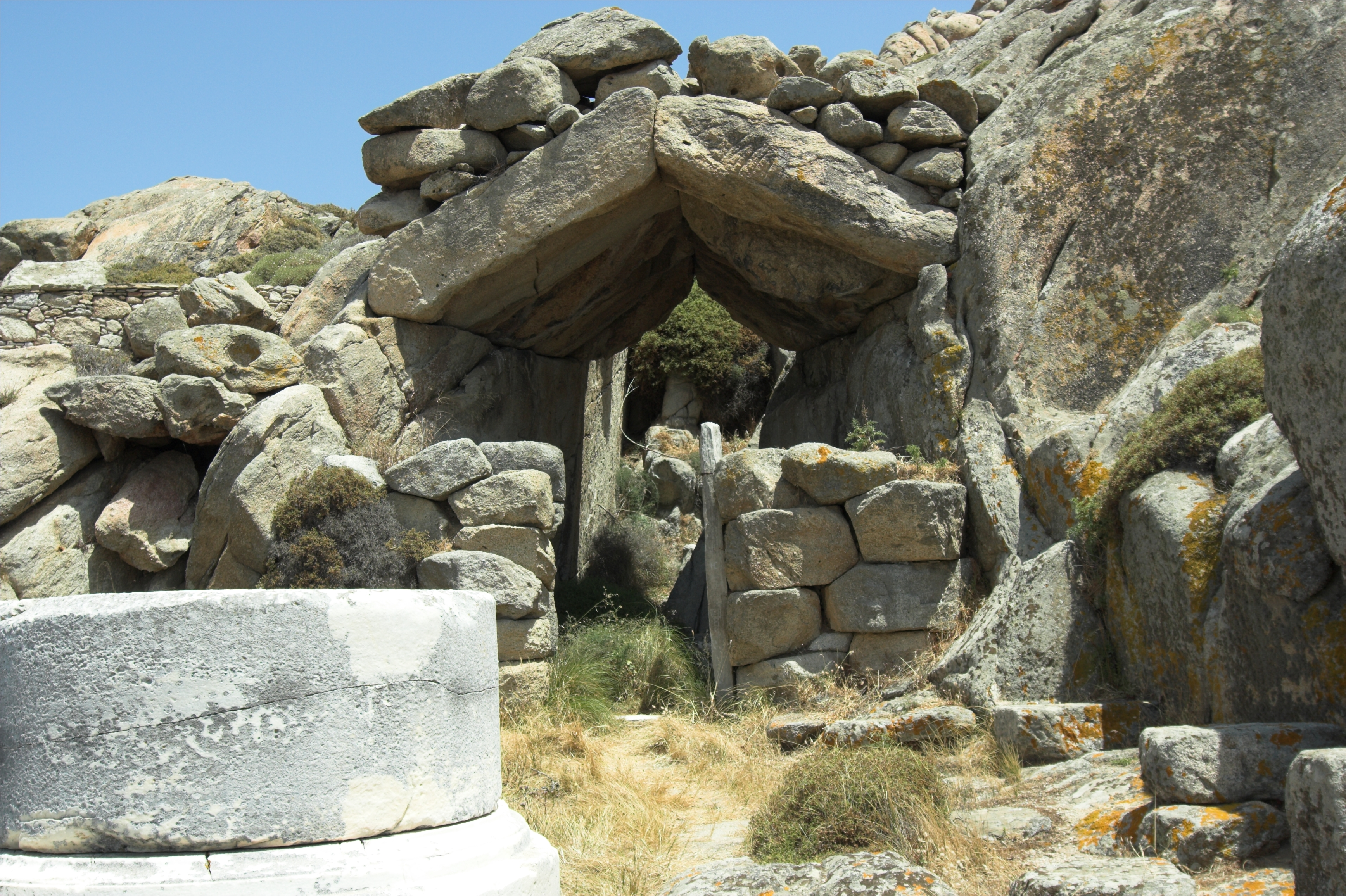

El santuario rupestre fue construido en el período helenístico, en torno al 200 a. C. Consiste en una cavidad natural de roca, cuya boca está cubierta por diez grandes estelas de piedra en forma de tejado a dos aguas. Bajo ellas había una estatua de Heracles. Su pedestal se ha conservado. Delante de la cueva hay un altar circular de mármol.
La naturaleza del santuario fue objeto de debate entre los eruditos en el pasado. Muchos pensaron durante mucho tiempo que era el lugar de culto original de Delos, micénico, y también el lugar de culto a Apolo más antiguo de toda Grecia.
 Por eso se la llamó Cueva de Apolo en las primeras investigaciones. Más tarde, sin embargo, ha resultado ser un edificio posterior, de época helenística, posiblemente deliberadamente arcaico, que representa un edificio anterior y más primitivo.
Más arriba, en la ladera de la montaña, se encuentra también el Filadelfión. En la cima de la montaña se encuentra el Santuario de Zeus y Atenea en Cinto.